# Tournefortia umbellata
Tournefortia umbellata là loài thực vật có hoa trong họ Mồ hôi. Loài này được Kunth miêu tả khoa học đầu tiên năm 1818.